# Сеянці
Сеянці (словен. Sejanci) — поселення в общині Светий Томаж, Подравський регіон‎, Словенія.